# Ninnekah
Ninnekah – miasto w Stanach Zjednoczonych, w stanie Oklahoma, w hrabstwie Grady.